# Ваду, Лилу
Лилу Ваду-Дюселье (фр. Lilou Wadoux-Ducellier; род. 10 апреля 2001, Амьен, Франция) — французская автогонщица. Она дочь Седрика Ваду, бывшего раллийного гонщика. После участия в автогонках за рулем автомобилей класса GT, таких как Alpine A110, в таком чемпионате, как Alpine Elf Europa Cup, приняла участие в автогонках на выносливость за рулем автомобилей категории спортпрототипов в таком чемпионате, как Чемпионат мира по автогонкам на выносливость.

## Карьера
Лилу Ваду начала заниматься картингом в 14 лет.
В 2019 году ей представилась возможность принять участие в составе французской команды JSB Compétition за рулём Peugeot 308 TCR в первых трёх этапах европейского чемпионата по кузовным гонкам TCR Europe Touring Car Series. Также приняла участие в двух этапах Clio Cup France в составе команды GPA Racing.
В 2020 году Лилу Ваду присоединилась к команде French Autosport GP для участия в чемпионате Alpine Elf Europa Cup в категории юниоров. Благодаря этому первому участию завершила чемпионат пилотов на седьмой позиции с 65 очками.
В 2021 году, как и в предыдущем сезоне, Лилу Ваду продолжила свои выступления в Autosport GP, чтобы во второй раз принять участие в чемпионате Alpine Elf Europa Cup. В этом сезоне Лилу Ваду продемонстрировала настоящий прогресс: она показала лучшее время на этапе на трассе Поля Арманьяка, восемь раз поднималась на подиум и одержала победу на этапе в Портимане. Таким образом, завершила чемпионат пилотов на третьей позиции с 156 очками. Лилу Ваду примет участие в параде, который пройдет в рамках «24 часов Ле-Мана» 2021 года, вместе с такими престижными гонщиками, как Фернандо Алонсо и Эстебан Окон. В рамках «24 часов Ле-Мана» Лилу Ваду также будет предоставлена возможность принять участие во встрече Porsche Sprint Challenge France, встрече, в которой Лилу доминировала во втором этапе. После такого великолепного выступления была приглашена на тесты новичков французской командой Richard Mille Racing Team, чтобы протестировать Oreca 07 в рамках 8 часов Бахрейна.
В 2022 году, получив удовлетворение во время последнего теста новичков, гоночная команда Richard Mille официально подтверждает участие Лилу Ваду в экипаже команды № 1 на машине Oreca 07 для участия в Чемпионате мира по автогонкам на выносливость в сезоне 2022 года. В конце января 2022 года команда официально оформляет остальных членов экипажа и французские гонщики Себастьян Ожье и Шарль Милези присоединяются к Лилу Ваду. В начале 2023 года Лилу стала первой официальной женщиной-пилотом Ferrari в программе Competizioni GT. Бренд объявляет о своем намерении участвовать в сезоне чемпионата мира по гонкам на выносливость в составе команды Richard Mille AF Corse (категория LMGTE Am). На гонке «6 часов Спа-Франкоршам» 2023 года стала первой женщиной, выигравшей гонку Чемпионата мира по гонкам на выносливость за рулём Ferrari 488 GTE № 83 вместе со своими напарниками по команде Алессио Роверой и Луисом Пересом Компаном.

## Личная жизнь
В раннем подростковом возрасте, прежде чем заняться гонками, Лилу Ваду занималась теннисом. Она говорит, что её кумиры — теннисист Рафаэль Надаль и чемпион мира Формулы-1 Айртон Сенна, которым в 1990-е годы восхищался её отец, раллийный любитель.

## Результаты выступлений

### Общая статистика
| Сезон      | Серия                                            | Команда                    | Старты | Победы | Поулы | Б/Круги | Подиумы | Очки | Место |
| ---------- | ------------------------------------------------ | -------------------------- | ------ | ------ | ----- | ------- | ------- | ---- | ----- |
| 2017       | Peugeot 208 Racing Cup                           | н/д                        | ?      | ?      | ?     | ?       | ?       | ?    | 8     |
| 2018       | Peugeot 208 Racing Cup                           | н/д                        | ?      | ?      | ?     | ?       | ?       | ?    | 3     |
| 2018       | Peugeot 308 Racing Cup                           | JSB Compétition            | 4      | 0      | 0     | 0       | 0       | 0    | НКЛ†  |
| 2019       | TCR Europe Touring Car Series                    | JSB Compétition            | 5      | 0      | 0     | 0       | 0       | 0    | 44    |
| 2019       | Clio Cup France                                  | GPA Racing                 | 2      | 0      | 0     | 0       | 1       | 0    | НКЛ†  |
| 2020       | Alpine Elf Europa Cup                            | Autosport GP               | 10     | 0      | 0     | 1       | 0       | 65   | 7     |
| 2021       | Alpine Elf Europa Cup                            | Patrick Roger Autosport GP | 12     | 1      | 0     | 1       | 8       | 156  | 3     |
| 2021       | Porsche Sprint Challenge Le Mans                 | CLRT                       | 1      | 1      | 1     | 1       | 1       | —    | 1     |
| 2022       | FIA WEC — LMP2                                   | Richard Mille Racing Team  | 6      | 0      | 0     | 0       | 0       | 30   | 12    |
| 2022       | 24 часа Ле-Мана — LMP2                           | Richard Mille Racing Team  | 1      | 0      | 0     | 0       | 0       | —    | 9     |
| 2023       | FIA WEC — LMGTE Am                               | Richard Mille AF Corse     | 7      | 1      | 0     | 0       | 2       | 56   | 8     |
| 2023       | 24 часа Ле-Мана — LMGTE Am                       | Richard Mille AF Corse     | 1      | 0      | 0     | 0       | 0       | —    | НФ    |
| 2023       | Чемпионат IMSA — LMP2                            | AF Corse                   | 1      | 0      | 0     | 0       | 0       | 250  | 30    |
| 2023       | GT World Challenge Europe Endurance Cup — Silver | AF Corse                   | 1      | 0      | 0     | 0       | 1       | 15   | 17    |
| 2023       | GT World Challenge Europe Endurance Cup — Bronze | AF Corse                   | 1      | 0      | 0     | 0       | 0       | 8    | 27    |
| 2023       | GT World Challenge America — Pro                 | Conquest Racing            | 1      | 0      | 0     | 0       | 0       | 0    | НКЛ   |
| 2024       | Super GT — GT300                                 | PONOS Racing               |        |        |       |         |         |      |       |
| Источники: |                                                  |                            |        |        |       |         |         |      |       |

† — Поскольку Ваду была приглашенной гонщицей, она не могла получать очки.

### FIA WEC
| Сезон | Команда                   | Класс    | Машина              | 1        | 2     | 3     | 4        | 5     | 6     | 7     | Место | Очки |
| ----- | ------------------------- | -------- | ------------------- | -------- | ----- | ----- | -------- | ----- | ----- | ----- | ----- | ---- |
| 2022  | Richard Mille Racing Team | LMP2     | Oreca 07            | СЕБ 12   | СПА 8 | ЛМН 6 | МНЦ 14   | ФУД 8 | БАХ 8 |       | 12    | 30   |
| 2023  | Richard Mille AF Corse    | LMGTE Am | Ferrari 488 GTE Evo | СЕБ Сход | ПОР 2 | СПА 1 | ЛМН Сход | МНЦ 6 | ФУД 9 | БАХ 9 | 8     | 56   |

### 24 часа Ле-Мана
| Год  | Команда                   | Напарники                         | Машина              | Класс    | Круги | ОП | КП |
| ---- | ------------------------- | --------------------------------- | ------------------- | -------- | ----- | -- | -- |
| 2022 | Richard Mille Racing Team | Шарль Милези Себастьен Ожье       | Oreca 07-Gibson     | LMP2     | 366   | 13 | 9  |
| 2023 | Richard Mille AF Corse    | Луис Перес-Компанк Алессио Ровера | Ferrari 488 GTE Evo | LMGTE Am | 33    | НФ | НФ |